# Bailliage de Bois-le-Duc

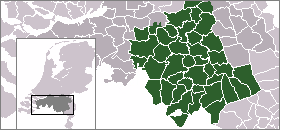
Le bailliage historique dans l'ancien duché de Brabant.

Le bailliage de Bois-le-Duc (en néerlandais : Meierij van 's-Hertogenbosch) était un bailliage dont le chef-lieu était Bois-le-Duc. Le bailliage de Bois-le-Duc était une des quatre subdivisions du duché de Brabant, les autres parties étant de Anvers, Bruxelles et Louvain. 
Le nom « bailliage » vient du bailli de Bois-le-Duc, qui gouvernait la région au nom des ducs de Brabant. Aujourd'hui, l'ancien bailliage est situé dans la partie actuelle orientale de la province néerlandaise du Brabant-Septentrional.